# Лейсен, Тобе
То́бе Ле́йсен (нидерл. Tobe Leysen; род. 9 марта 2002 или 9 апреля 2002, Бельгия) — бельгийский футболист, вратарь клуба «Ауд-Хеверле Лёвен».

## Клубная карьера
Лейсен — воспитанник клуба «Генк». В сезонах 2019/2020 и 2021/2022 он выступал за клуб в Юношеской лиге УЕФА. 10 мая 2022 года в матче плей-офф против «Шарлеруа» он дебютировал лиге Жюпиле.
19 августа 2023 года Лейсен стал игроком «Ауд-Хеверле Лёвен». 26 августа в матче против «Эйпена» он впервые в попал в заявку нового клуба. 26 ноября в поединке против «Брюгге» он дебютировал в составе «Ауд-Хеверле Лёвен».